# Кононенково
Кононенково (укр. Кононенкове) — село,
Косовщинский сельский совет,
Сумский район,
Сумская область,
Украина.
Код КОАТУУ — 5924783803. Население по переписи 2001 года составляло 64 человека
(96 чел., 42 домовладения по состоянию на 21.08.2008 ).

## Географическое положение
Село Кононенково находится на правом берегу реки Дальняя (Малая) Ильма в месте её впадения в реку Сумка,
выше по течению на расстоянии в 1 км расположено село Надточиево,
выше по течению реки Сумка на расстоянии в 1 км расположен пгт Степановка,
ниже по течению на расстоянии в 1,5 км расположено село Косовщина.

## История

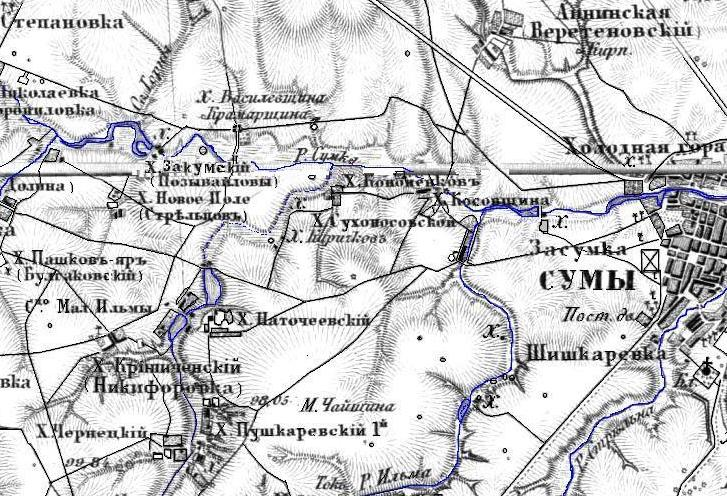
Кононеково на карте XIX века.

- Село известно по меньшей мере с 1783 года как казённый хутор Кононенков.
- В 1864 году хутор насчитывал 5 дворов и 34 жителя. Со временем хутор Кононенков слился с соседним хутором Киричков.